# Mimosa graminiformis
Mimosa graminiformis är en ärtväxtart som beskrevs av Robert Hippolyte Chodat och Emil Hassler. Mimosa graminiformis ingår i släktet mimosor, och familjen ärtväxter. Inga underarter finns listade i Catalogue of Life.